# شورغل (قشلاق الجنوبي)
شورغل (بالفارسية: شورگل) هي قرية تقع في إيران في أردبيل. يقدر عدد سكانها بـ 650 نسمة .